# Districtul Rügen
Districtul Rügen este o unitate administrativ-teritorială în landul german Mecklenburg-Pomerania Inferioară. Cuprinde o serie de insule mai mici precum și insula Rügen. Are o suprafață de 974 km2. Conform unor estimări oficiale din 2010, avea o populație de 67.256 locuitori. Reședința sa este orașul Bergen auf Rügen. Cuprinde un număr de 41 de comune (urbane și rurale).